# Église Saint-Ouen de Saint-Ouën-des-Toits
Pour les articles homonymes, voir Église Saint-Ouen.
L'église Saint-Ouen de Saint-Ouën-des-Toits est une église catholique située à Saint-Ouën-des-Toits, dans le département français de la Mayenne.

## Localisation
L'église est située dans le bourg de Saint-Ouën-des-Toits, en bordure de la route départementale 115. Au sud de la rue Jean-Chouan, voie commerçante et structurante de l'agglomération, elle compense cette situation excentrée en constituant un pôle de sociabilité avec la toute proche mairie et une ancienne école. Cadastrée section AB, parcelle 18, l'église a donné son nom à la place qui l'entoure. L'environnement du bâtiment apparaît quelque peu minéral, celui-ci trônant au milieu de maisons d'habitation, garages et autres appentis. La façade principale de l'édifice ouvrant à l'est, sur la rue de l'Abbaye, l'église présente un défaut d'orientation, le chœur n'étant pas tourné vers Jérusalem.

## Histoire
Les fonds nécessaires à l'édification de l'église n'ayant pas été suffisants, l'édifice présente un caractère inachevé. Ainsi, l'église a été construite sur le modèle romano-byzantin à coupoles dont il manque le clocher et le dôme central.

## Architecture

### Intérieur

#### Plan et circulation interne
L'église de saint-Ouën-des-Toits affecte un plan centré dont l'appréhension est malheureusement faussée par le défaut d'érection de la coupole qui aurait dû couronner la croisée du transept. Quatre piliers carrés cantonnés de pilastres portent la croisée du transept, délimitant un espace quadrangulaire, module de base repris par les quatre bras de la croix que constituent les deux croisillons et les travées de nef et chœur. Ces travées se trouvent accostées de collatéraux de section rectangulaire, espaces de déambulation dont la surface représente la moitié de celle du susdit module. La formule est reprise en guise de seuil de la première travée de nef et en avant de l'hémicycle du chœur, des chapelles carrées du quart du module de base cantonnant l'édifice.
Trois portes donnent accès à l'édifice. L'édifice n'étant pas orienté, la porte principale se trouve percée à l'est, au centre de la façade principale. Deux portes plein cintre d'un moindre gabarit ornent les façades de chaque bras de croix. L'espace intérieur est fortement assujetti à l'axe est-ouest joignant la tour au chœur. À défaut de réalisation du dôme central qui aurait singulièrement modifié la distribution de la lumière, l'éclairage est majoritairement assuré de façon latérale. Par ailleurs, la répartition du mobilier, et plus spécialement des bancs des fidèles, procède d'un type d'organisation de l'espace éminemment basilical.

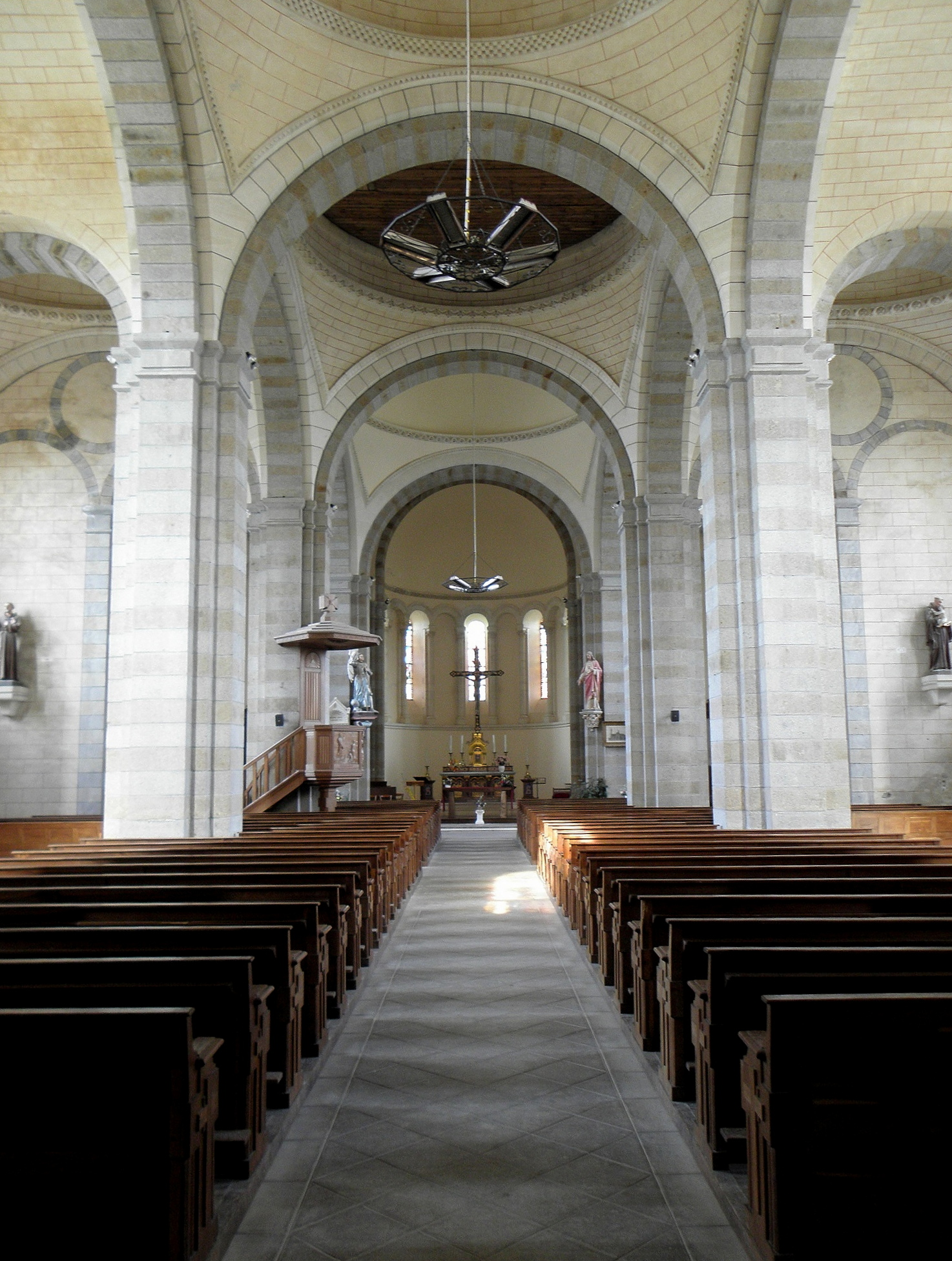
L'axe est-ouest de la nef.
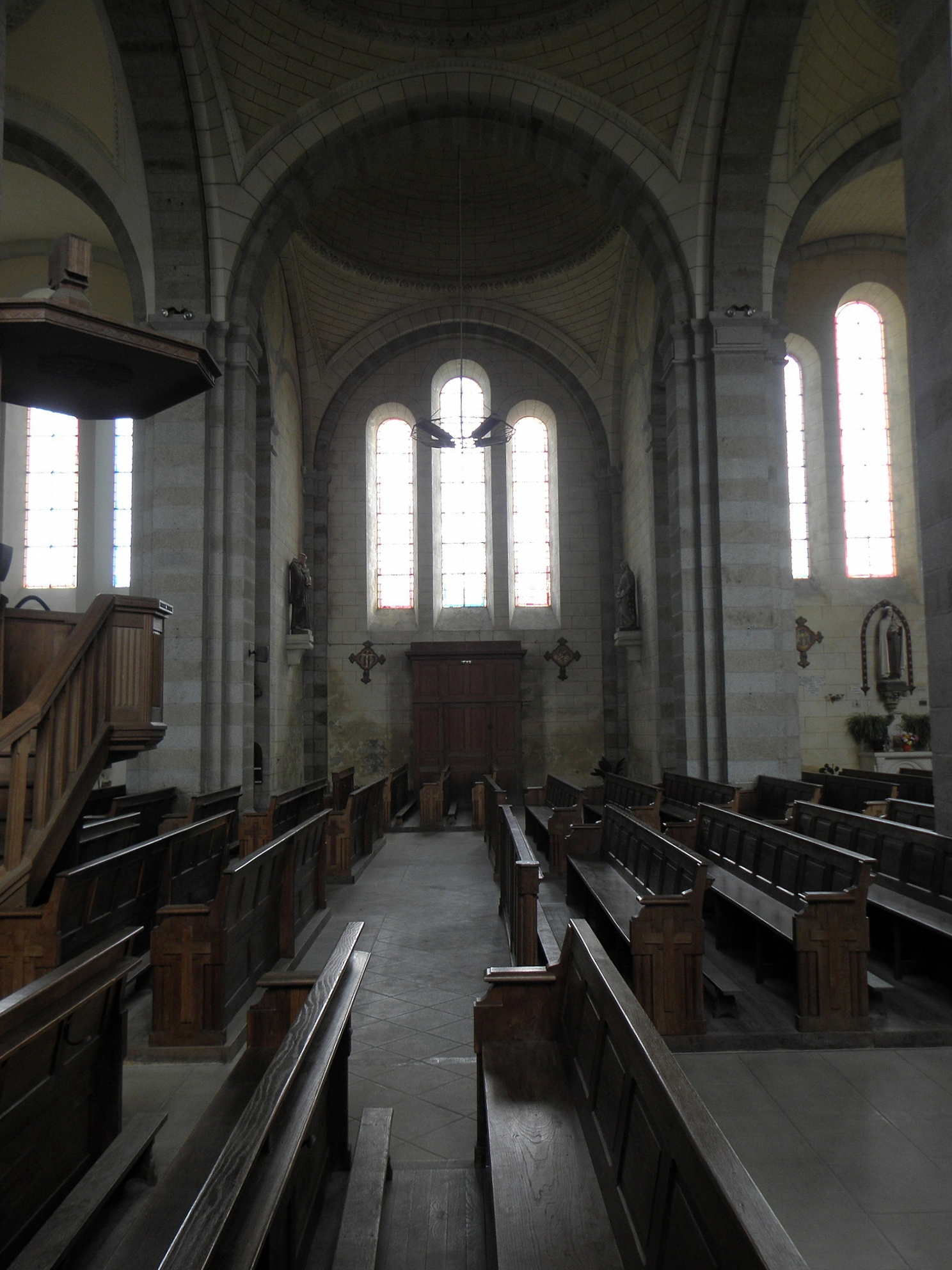
Vue traversante du transept.
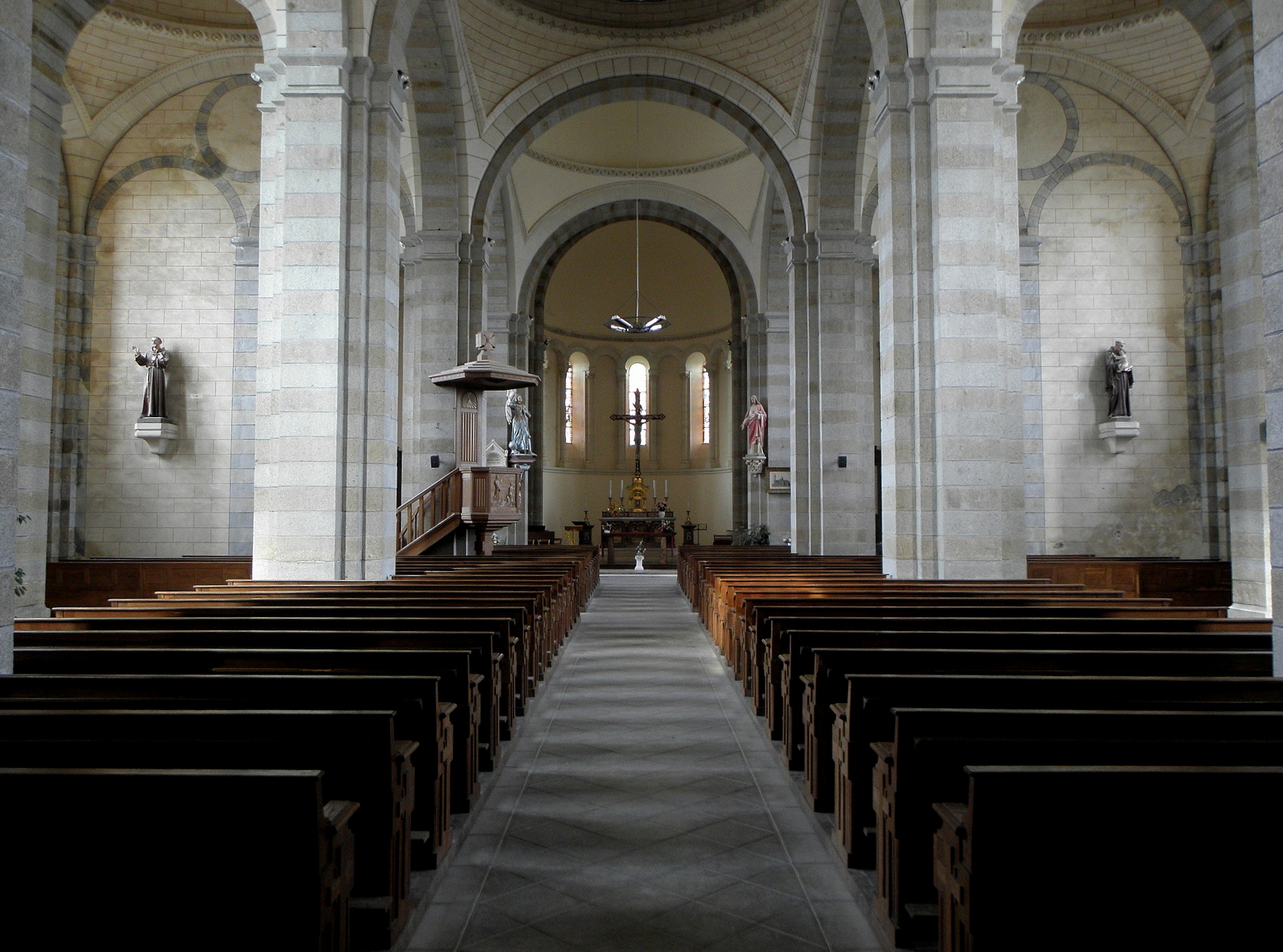
Plan centré concourant à la dilatation de l'espace.
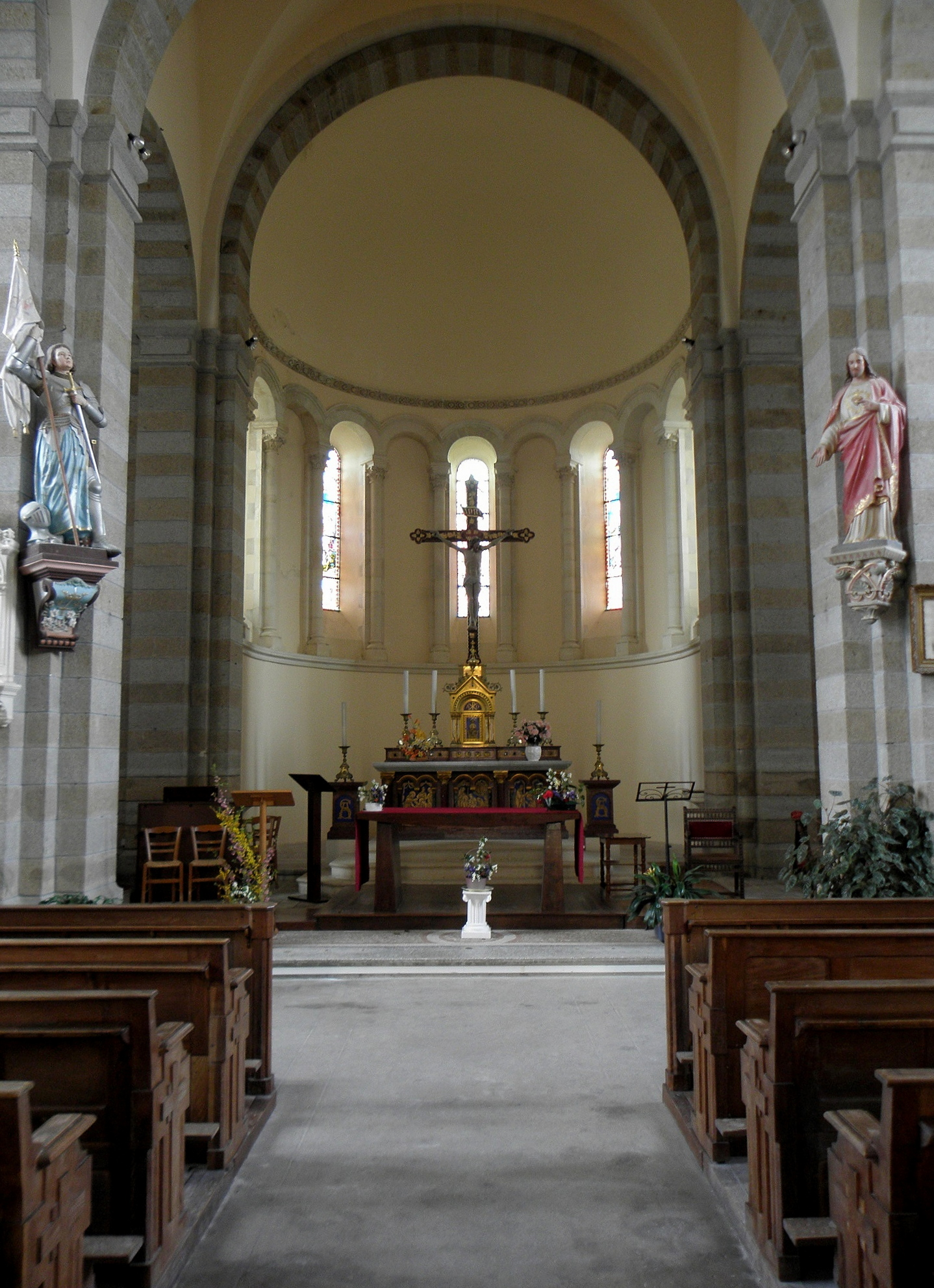
L'abside en hémicycle.
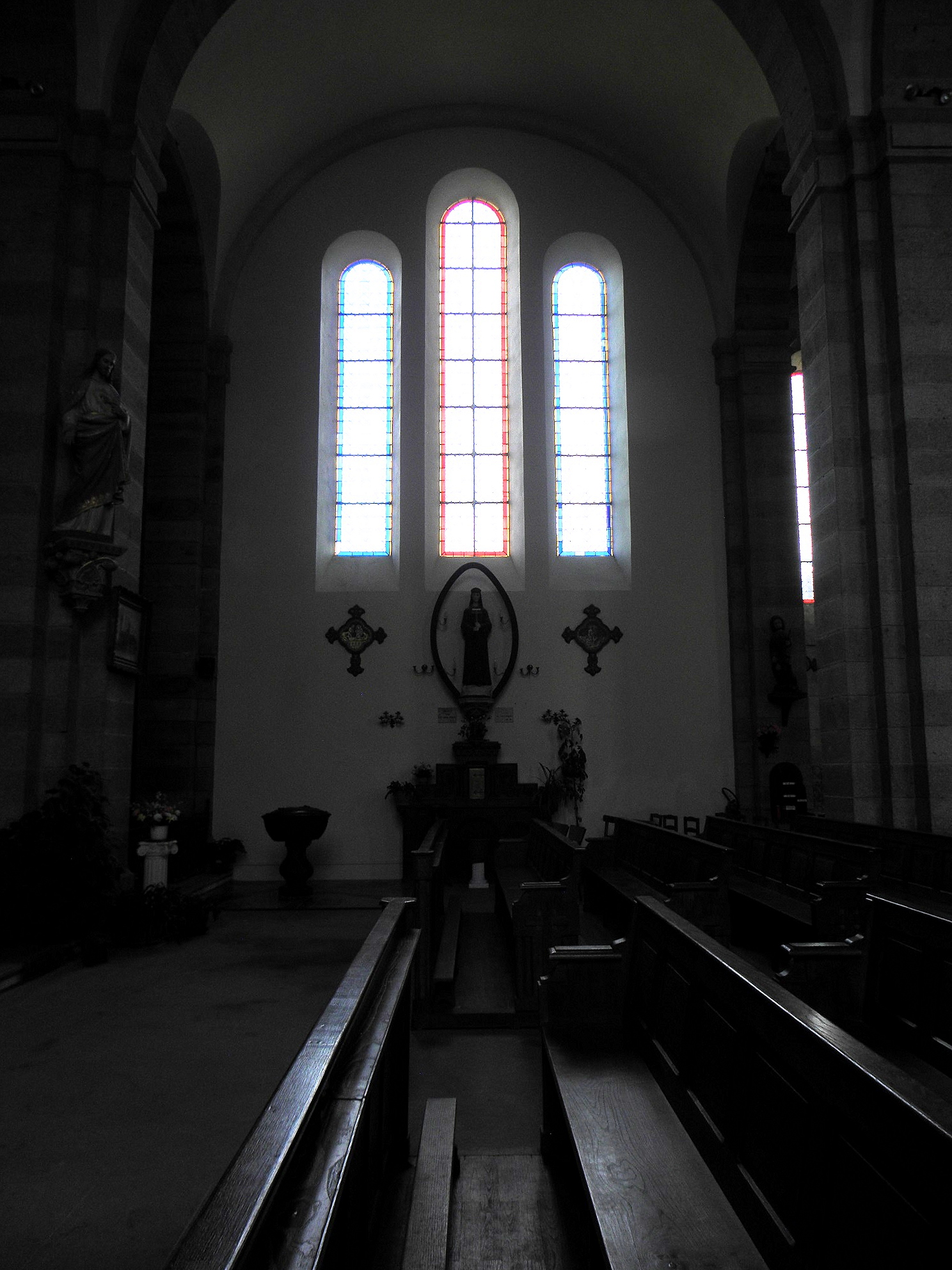
Espace latéral de circulation.

#### Élévation et décoration
L'église de Saint-Ouën-des-Toits présente une élévation à un étage. L'architecte Eugène Hawke a opté pour un style néo-roman épuré, la décoration sculptée étant quasiment absente de l'édifice. Cette dernière se concentre sur l'arcature rythmant l'abside et la corniche décorant la base du cul-de-four, tandis que de fins liserés dessinent les pendentifs ou soulignent la calotte des coupoles. L'effet architectural procède plus du jeu et de l'imbrication des volumes que renforce une discrète polychromie (alternance d'assises de granite ocre et gris, pierre calcaire sculptée de couleur crème, briques recouvertes de plâtre et ornées d'un appareil peint avec faux joints noirs ou rouges, arcs et oculi feints dans les transepts). 

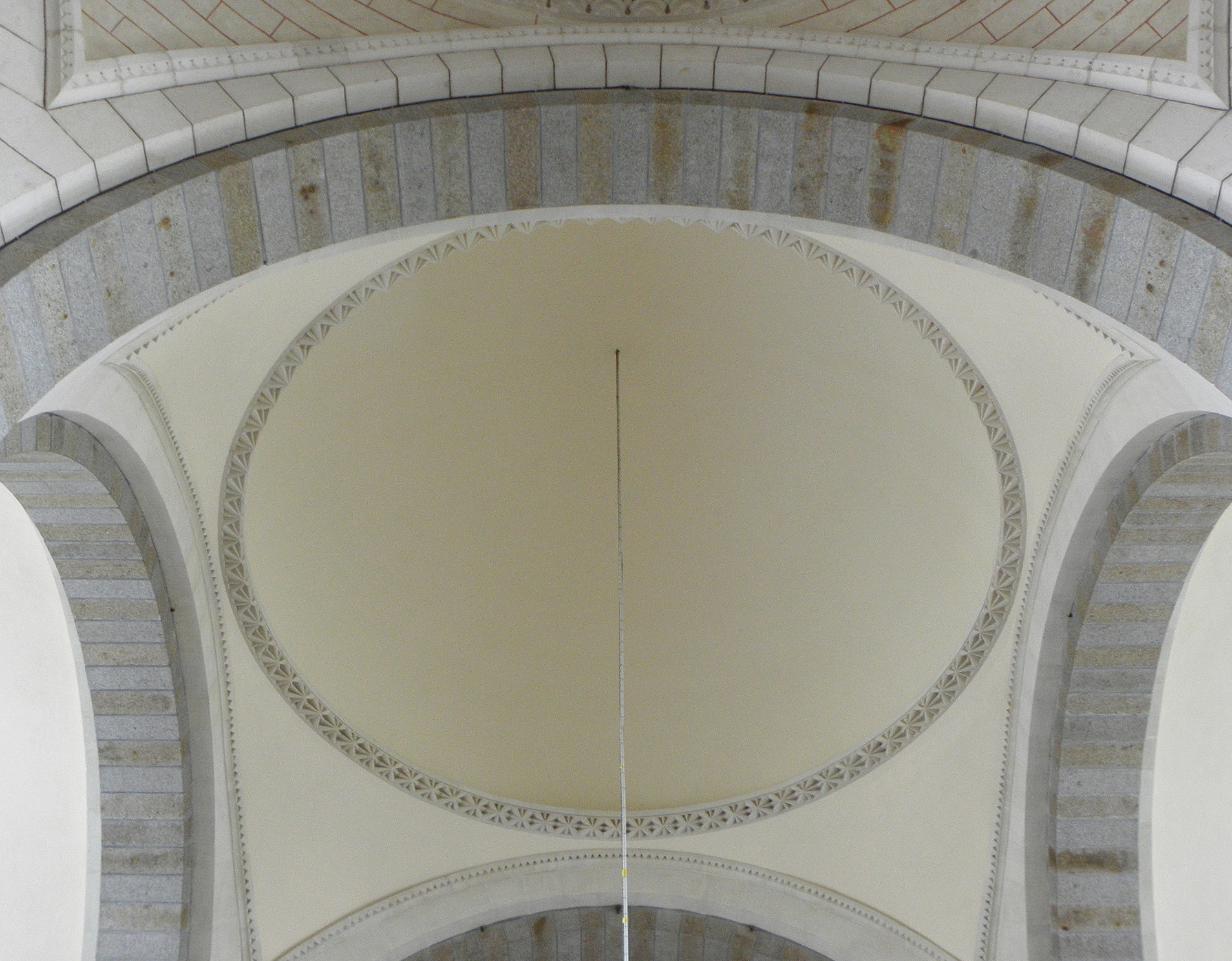
Coupole de l'avant-chœur.
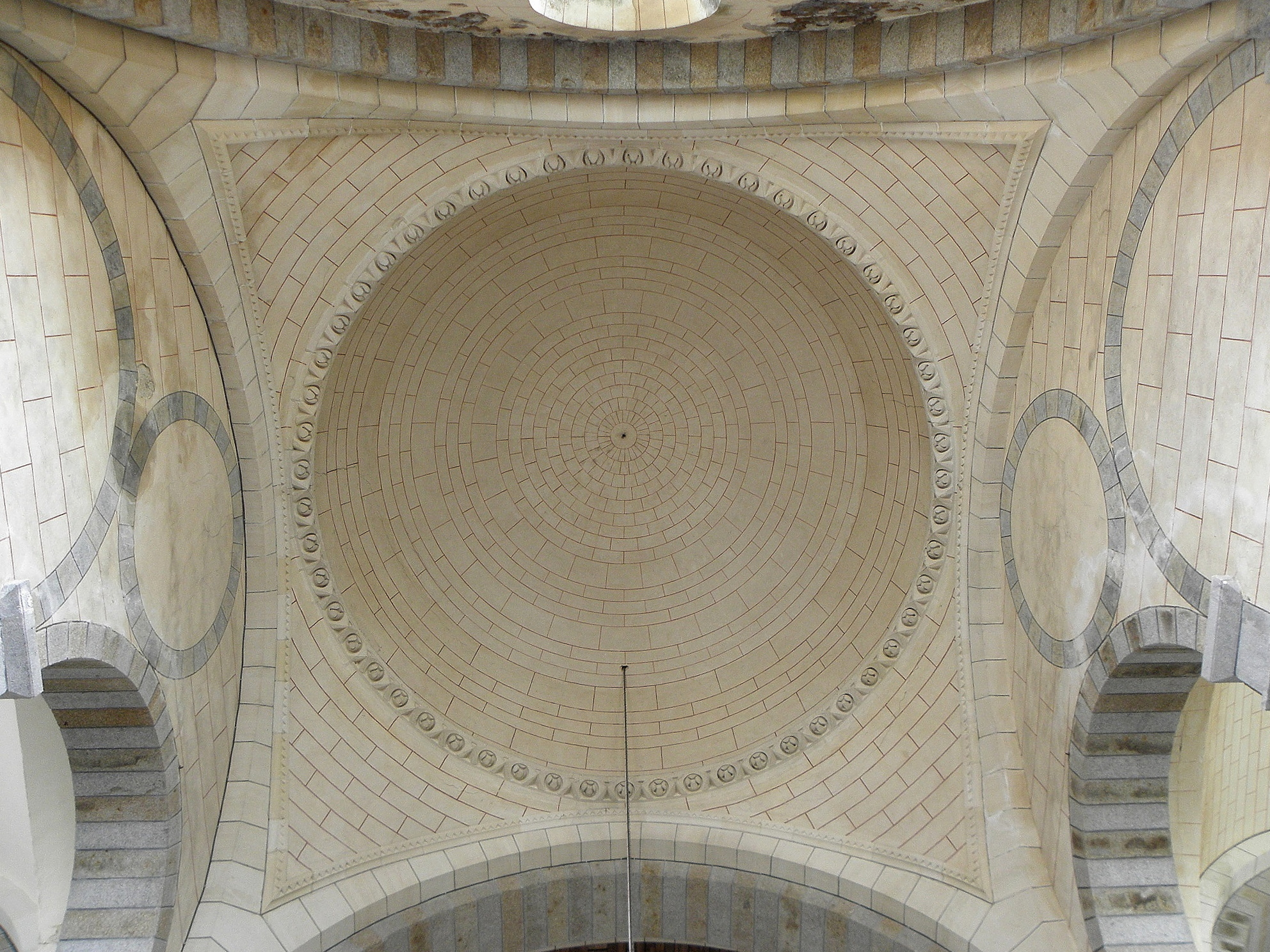
Coupole du transept méridional.
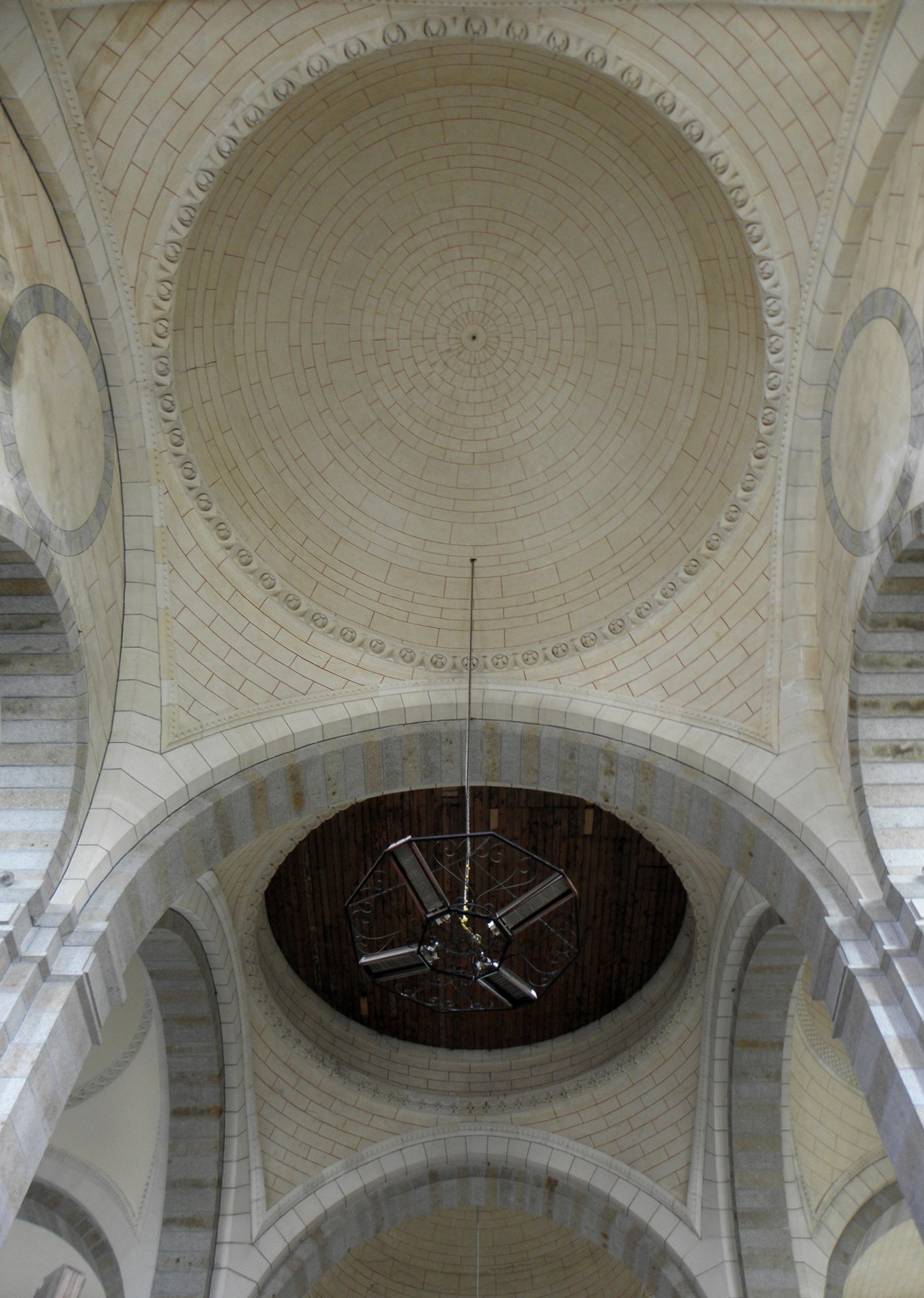
Coupole du croisillon sud et ébauche du dôme de croisée.
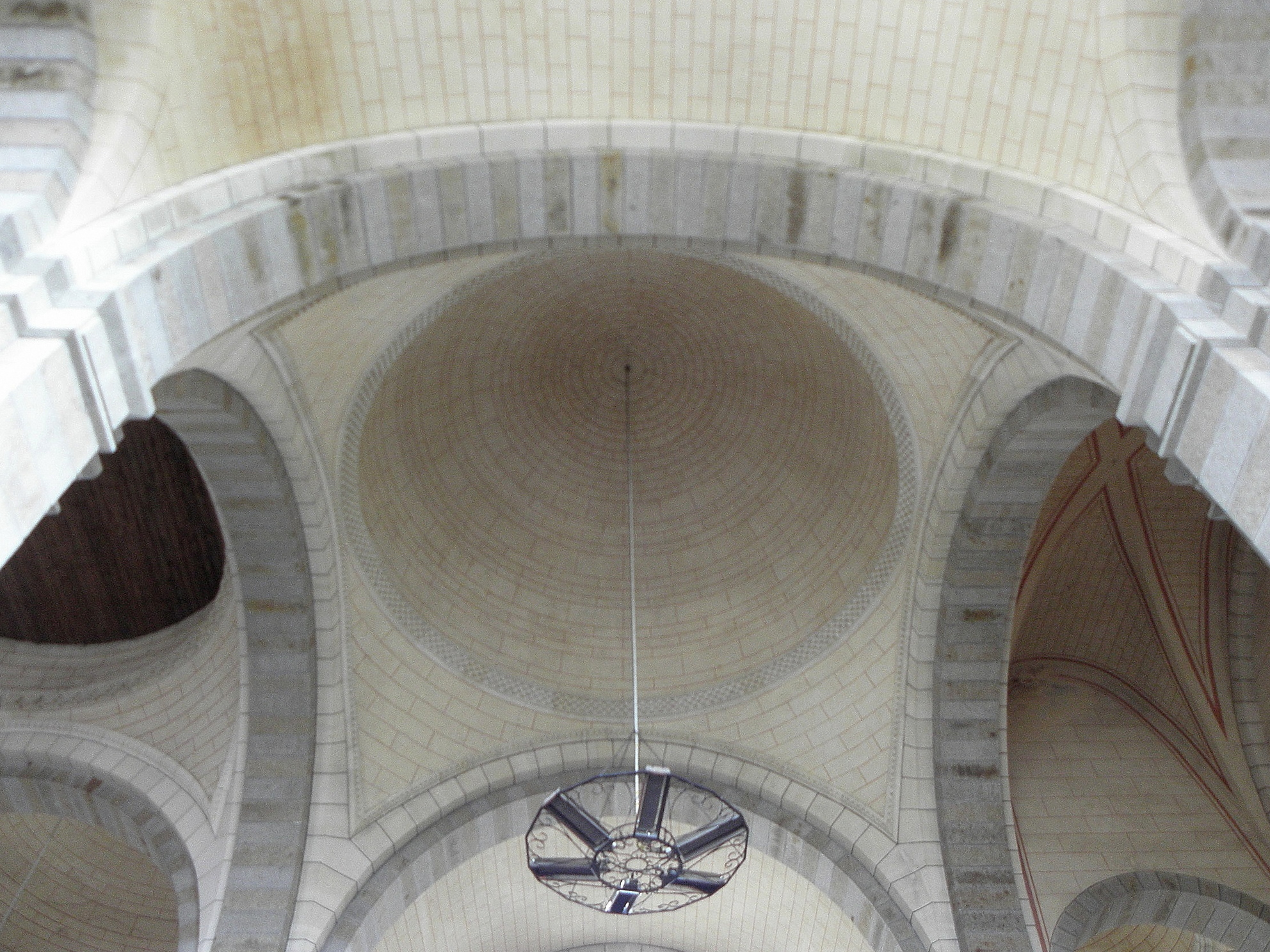
Coupole de la nef vue du collatéral sud.
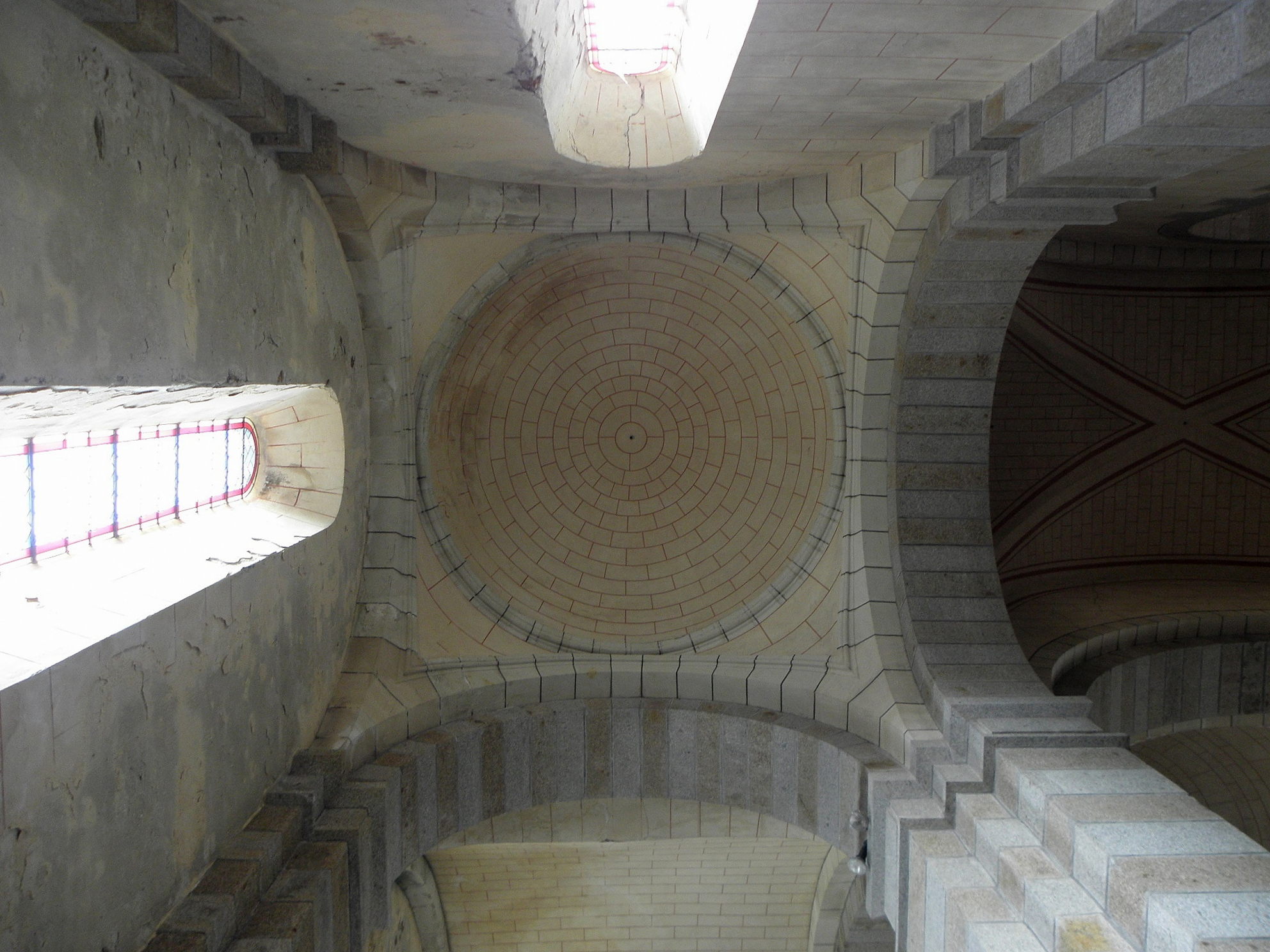
Coupole de la chapelle sud-est de l'église.

### Vitraux
Le manque de subsides n'a pas permis de doter l'église d'un programme de vitraux ambitieux. Le corpus comprend seulement huit baies historiées, le reste étant constitué de verrières mécaniques. L'ensemble est cependant cohérent, agrémentant pour l'essentiel la partie occidentale de l'édifice.
Dans la chapelle de la Vierge, à l'angle sud-ouest du bâtiment :
- mur sud : trois médaillons illustrant l'Annonciation, la Présentation de la vierge au Temple et le Couronnement de la vierge.
- mur ouest : donation du Rosaire à Saint-Dominique et Vierge à l'Enfant.

Dans la chapelle de Saint-Joseph, à l'angle nord-ouest de l'église :
- mur nord : trois médaillons représentant le mariage de la Vierge avec Joseph, la Sainte Famille de Nazareth, la mort de Saint-Joseph.
- mur ouest : Pie IX déclarant Saint-Joseph protecteur de l'Église et figuration de Saint-Joseph.

Dans l’hémicycle du chœur :
- à gauche : Saint-Michel et deux anges, et l'archange terrassant le dragon.
- au centre : apparition de Paray-le-Monial et Sacré-Cœur.
- à droite : donation des clefs du Paradis à Saint-Pierre et figuration du prince des apôtres.

Une dernière verrière décore la tribune sous la tour et représente Saint-Ouen en habit archiépiscopal, le prélat portant le pallium.

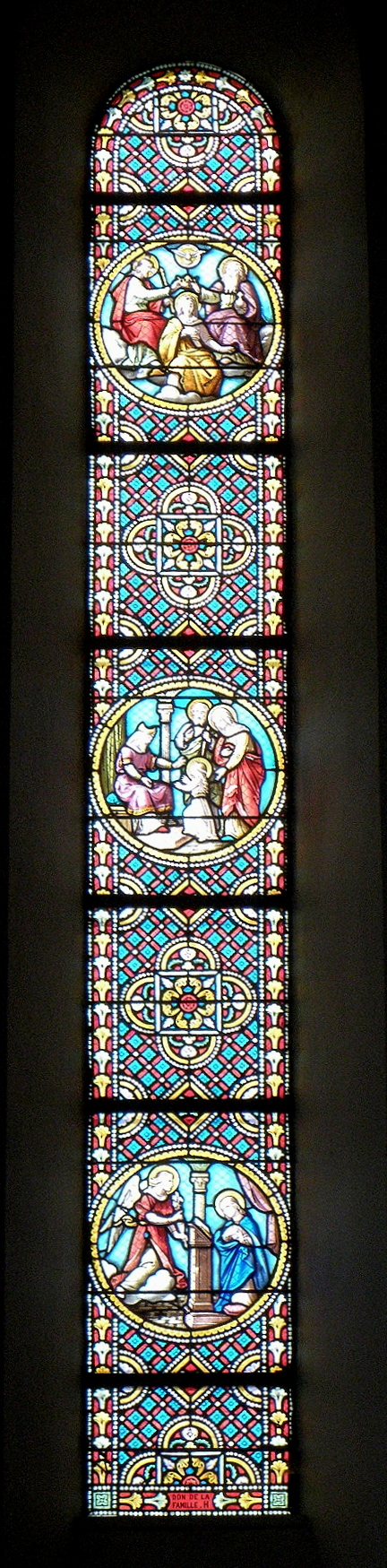
Médaillons de la vie de la Vierge.
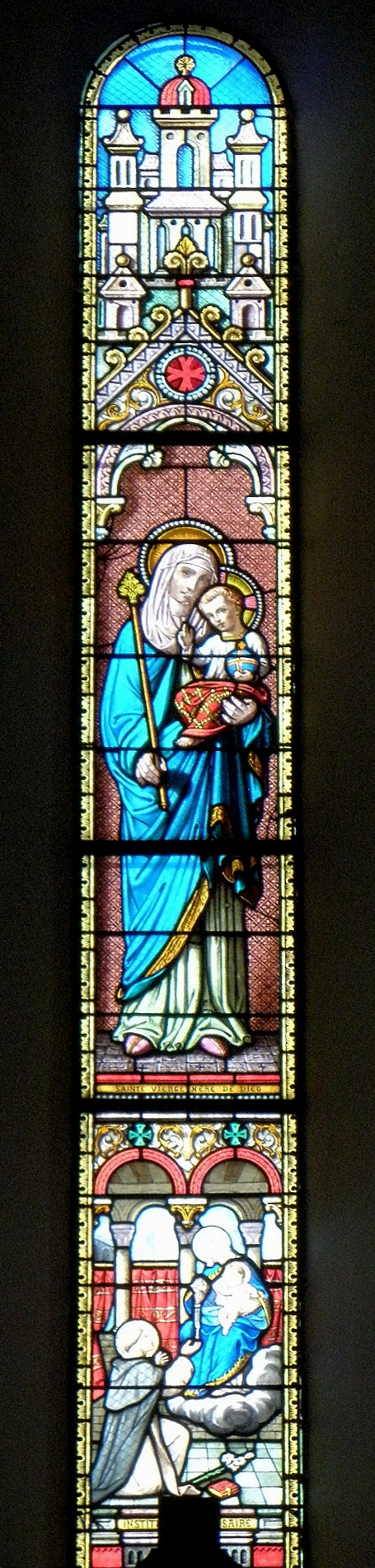
Le Rosaire et la vierge à l'Enfant.
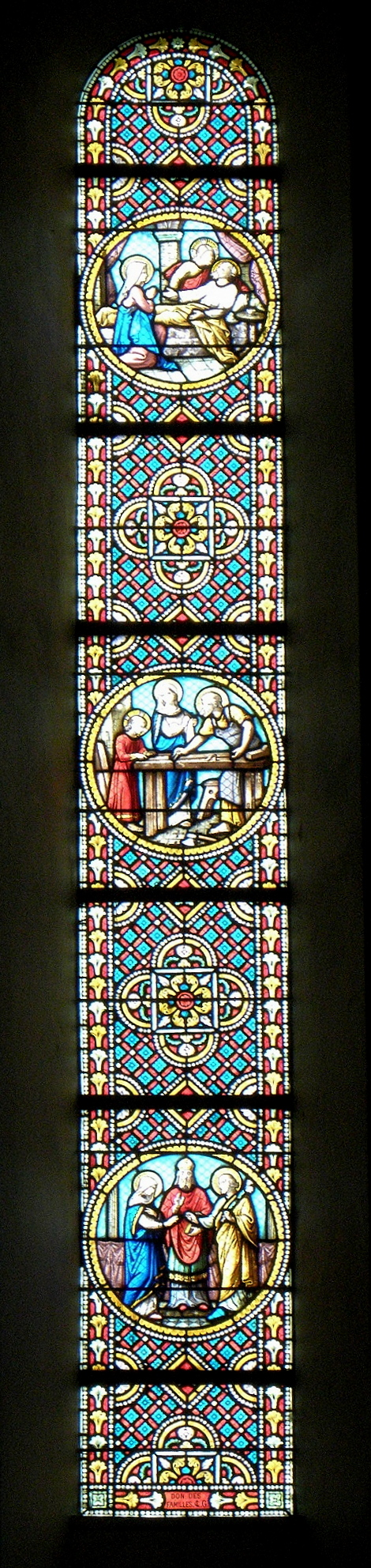
Médaillons de la vie de saint-Joseph.
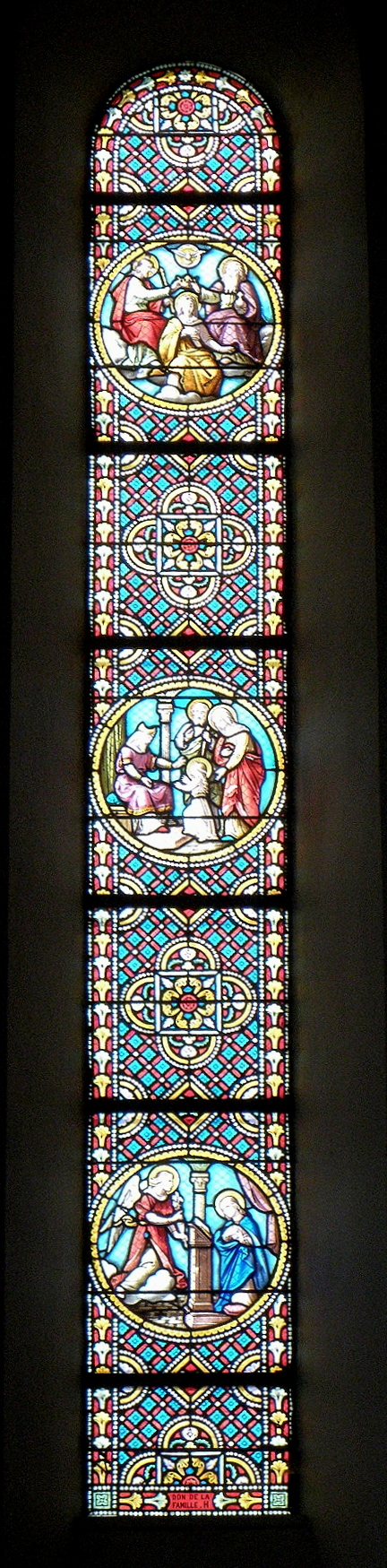
Saint-Joseph, parton de l'Église.
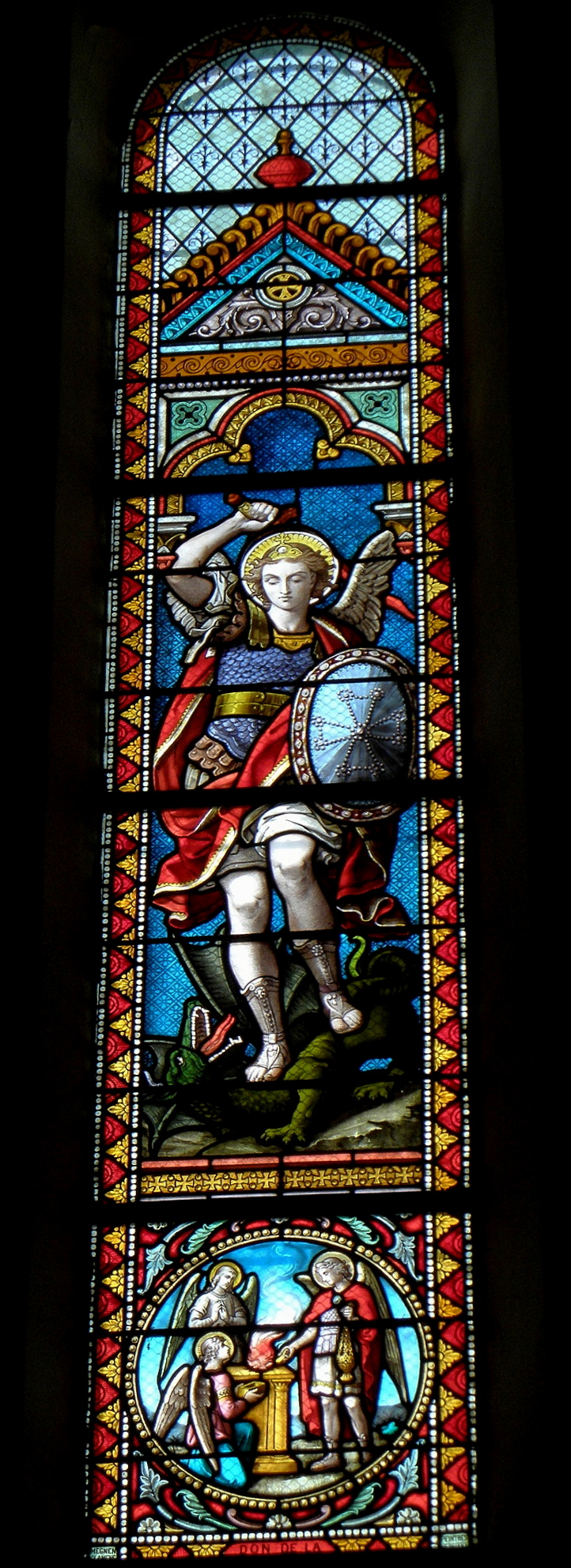
Saint-Michel.
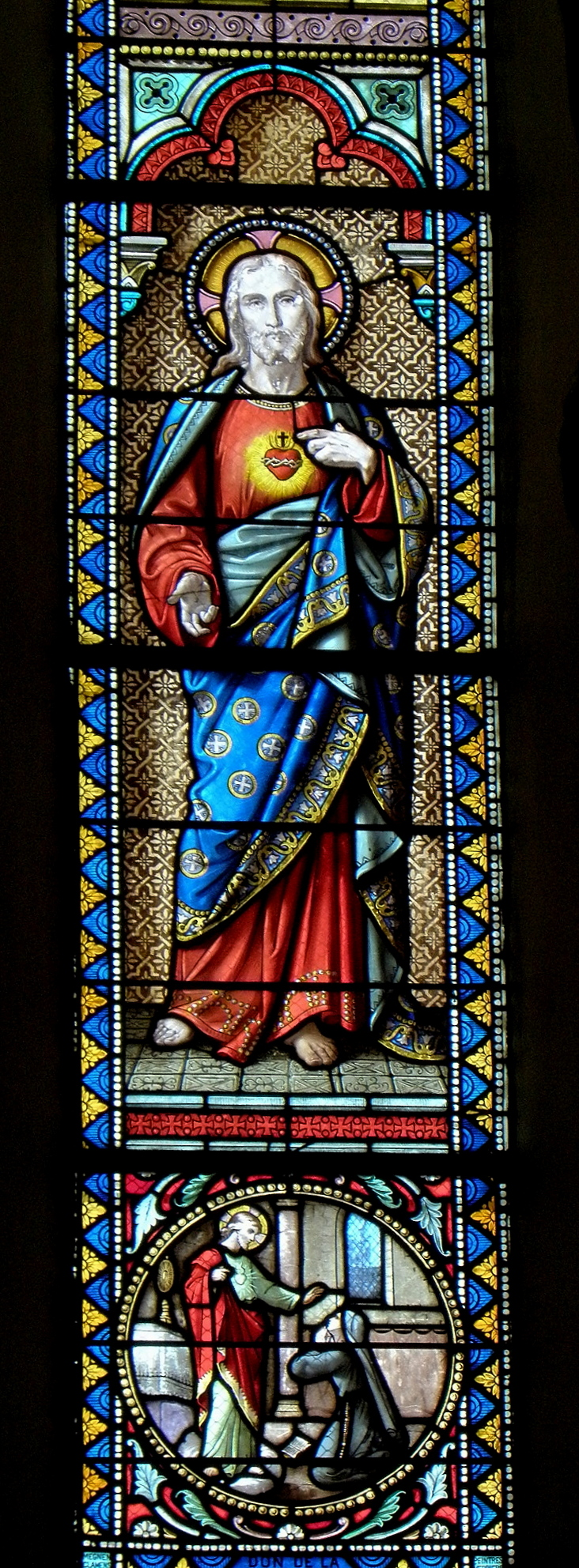
Le Sacré-Cœur.
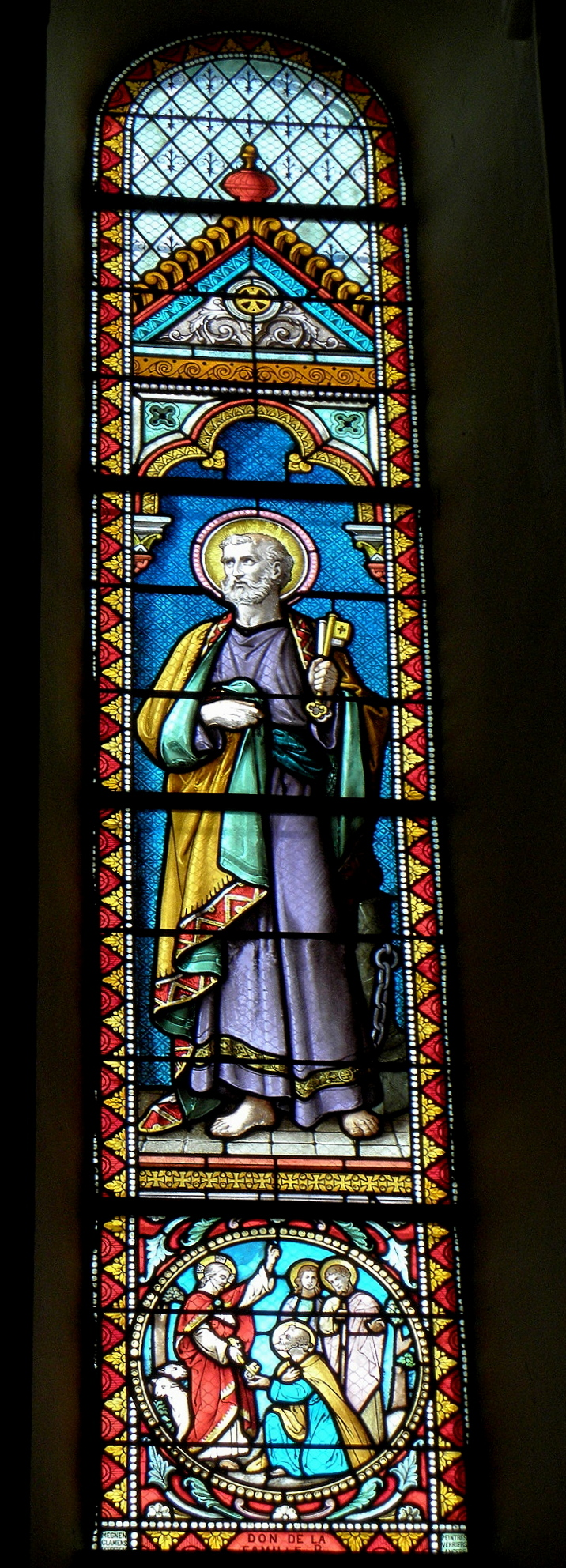
Saint-Pierre.
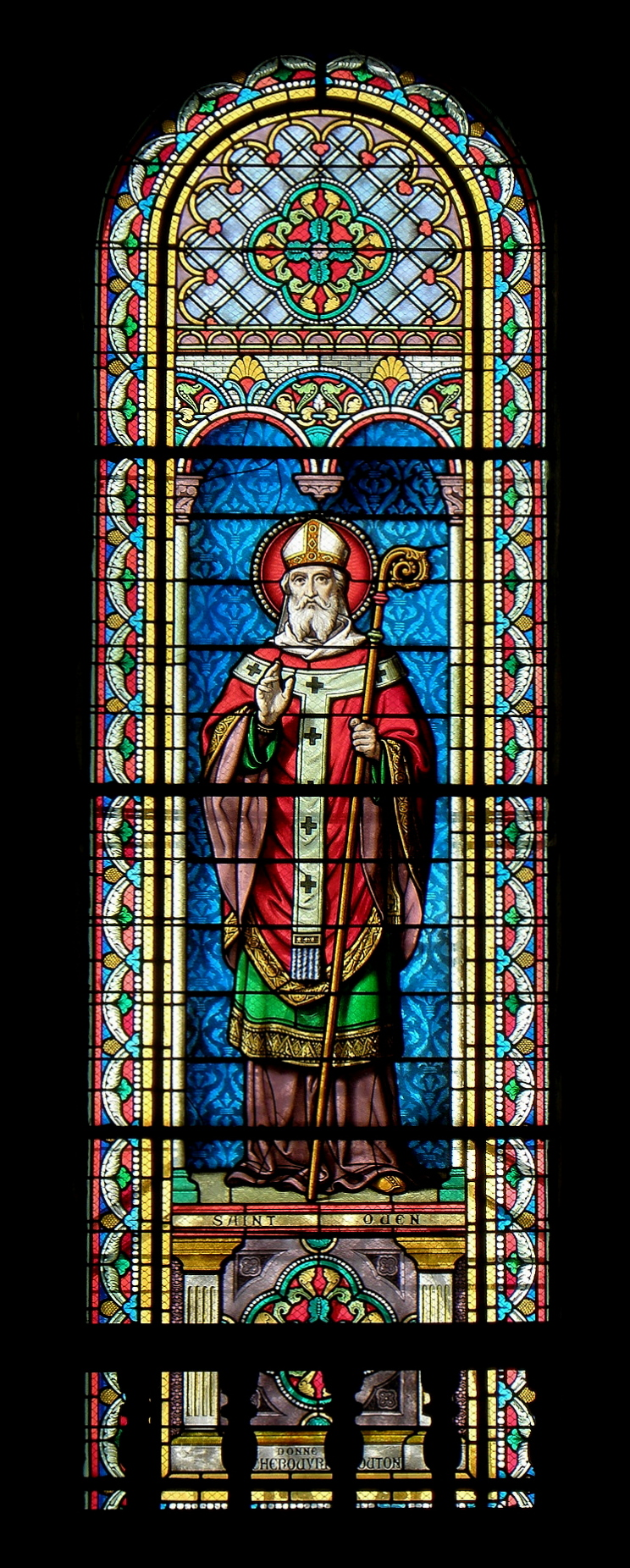
Saint-Ouen.

## Mobilier

### Le maître-autel
Le maître-autel, œuvre de l'orfèvre parisien Edmond Lesage, successeur d'Alexandre Chertier, date du premier quart du XXe siècle. Il témoigne d'une conception savante et recherchée servie par la richesse des matériaux utilisés et une finesse exécution remarquable. Accosté de deux piédestaux, sommé d'un grand crucifix, il parvient à lui seul à meubler l'abside, focalisant l'attention du fidèle par sa situation et sa polychromie. Précédée d'un triple emmarchement de marbre blanc, l'œuvre allie marbres roses, rouges et verts, plaques émaillés, bronzes et cabochons, en un style romano-byzantin. La table d'autel, en marbre blanc, est posée sur quatre colonnes de marbre rose sommées de chapiteaux dorés qui divisent l'antependium en trois sections d'égales dimensions. Pour chacune de ces dernières, deux colonnes de marbre vert veiné soutiennent des arcades plein-cintre jumelées encadrant une plaque émaillée comptant un épisode de la vie de Saint-Ouen. Le maître-autel ne comporte qu'un seul gradin où deux frises émaillées sertissant des cabochons en encadrent une troisième présentant des médaillons sculptés du tétramorphe. Le tabernacle consiste en un petit temple où quatre colonnettes de marbre rose soutiennent des archivoltes ornées de cabochons de verre alternativement rouges et verts ou de motifs géométriques et floraux. La porte du tabernacle présente dans un cadre serti de cabochons bicolores un Christ en gloire se détachant sur fond émaillé bleu tandis que le tympan s'orne d'un chrisme. Un gable décoré de motifs floraux et sommé d'une boule couronne l'ensemble ainsi qu'un petit ouvrage crénelé. Le maître-autel n'a malheureusement pu être doté d'une garniture d'autel appropriée, celle en place étant d'un style par trop classique. 

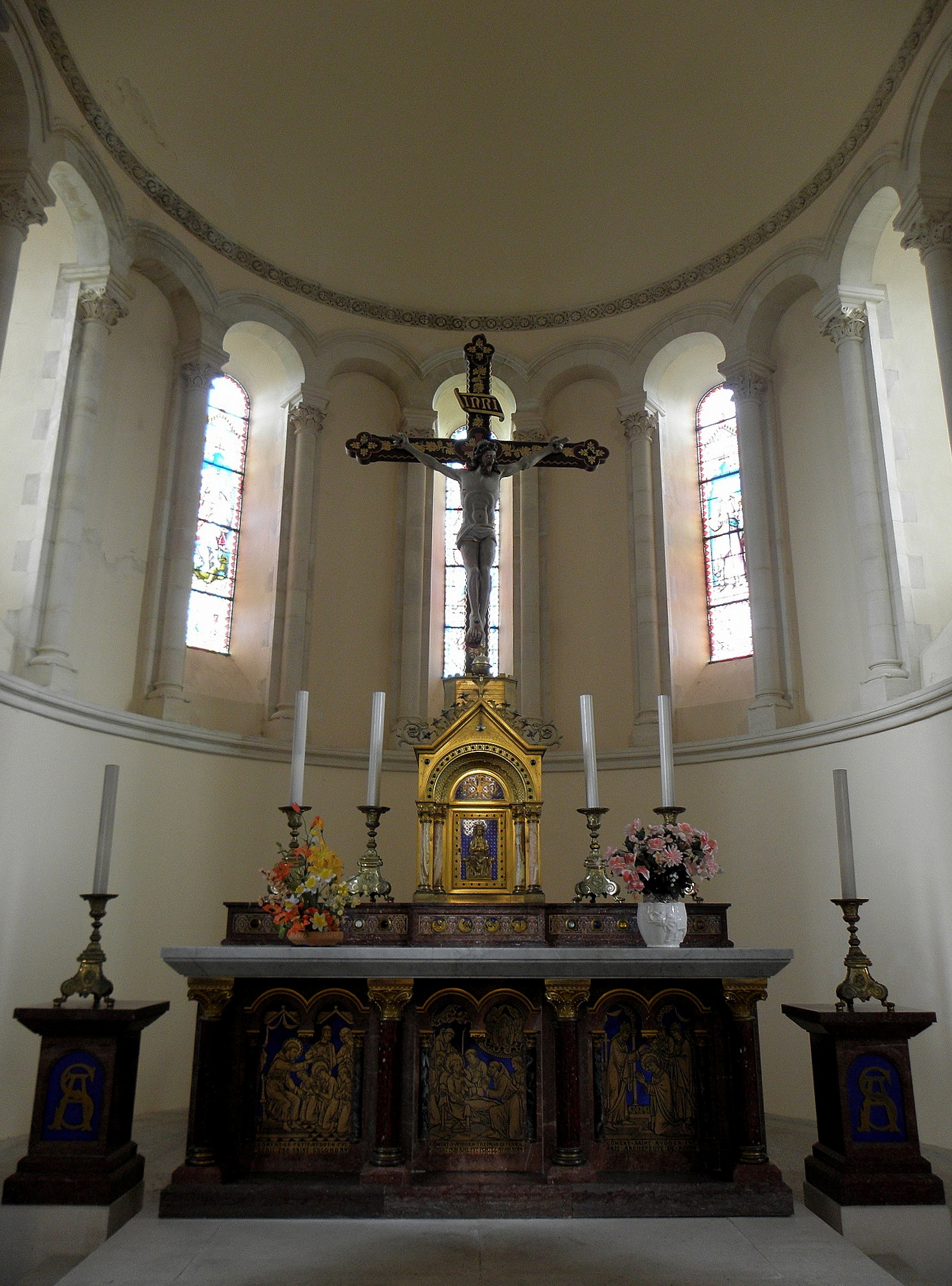
Vue d'ensemble de l'espace sacerdotal.
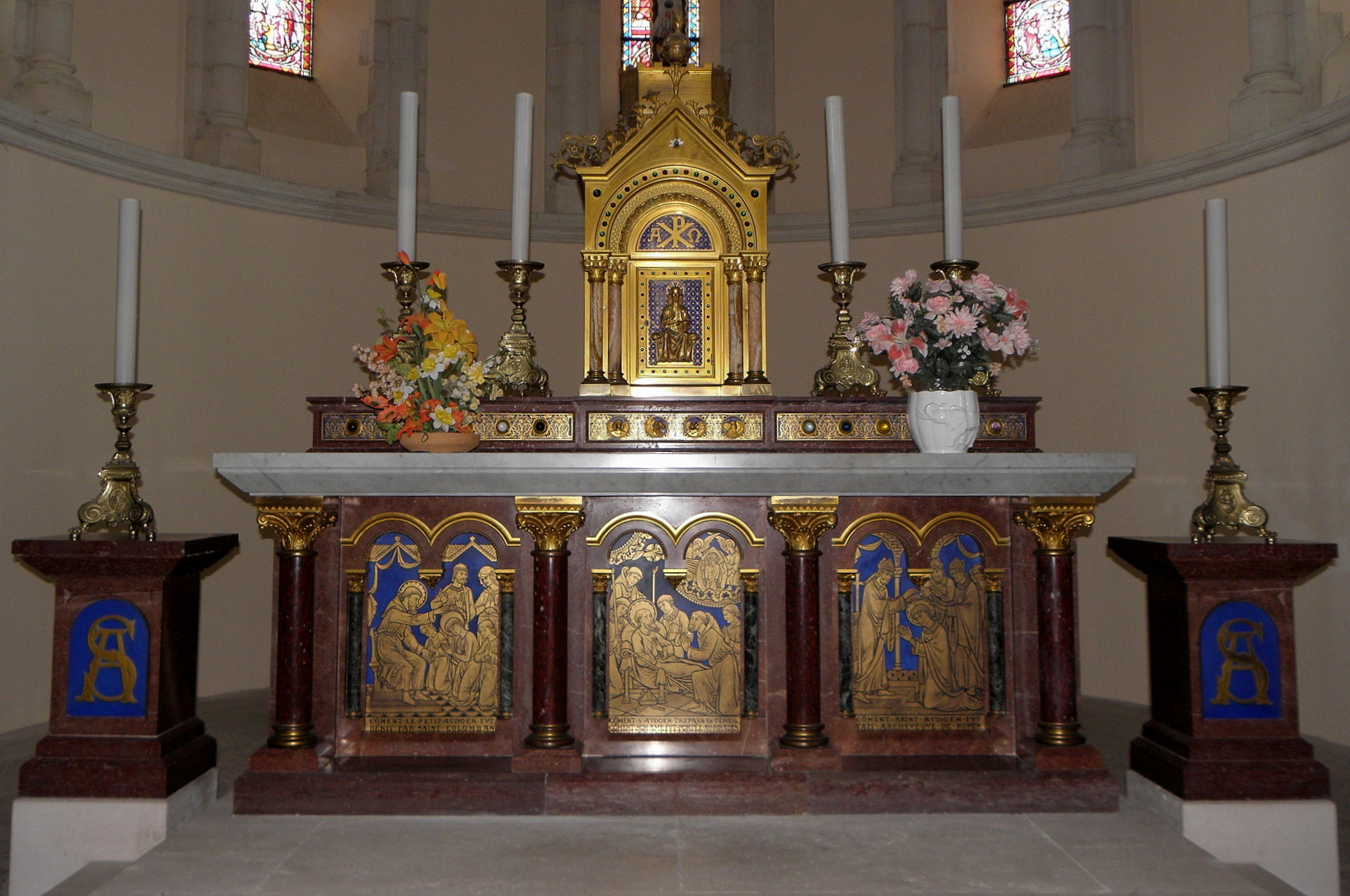
Le maître-autel.
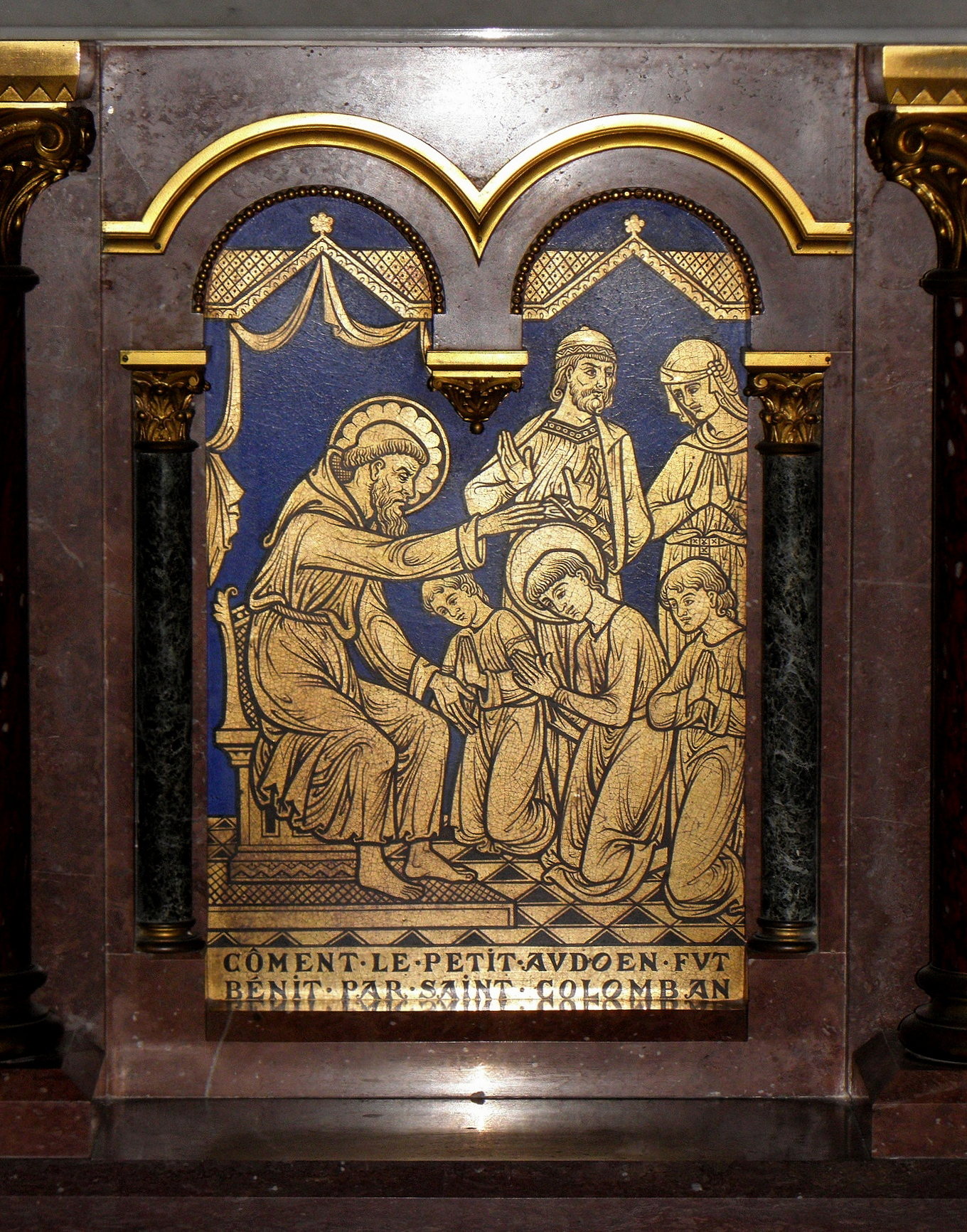
Saint-Colomban bénissant Saint-Ouen.
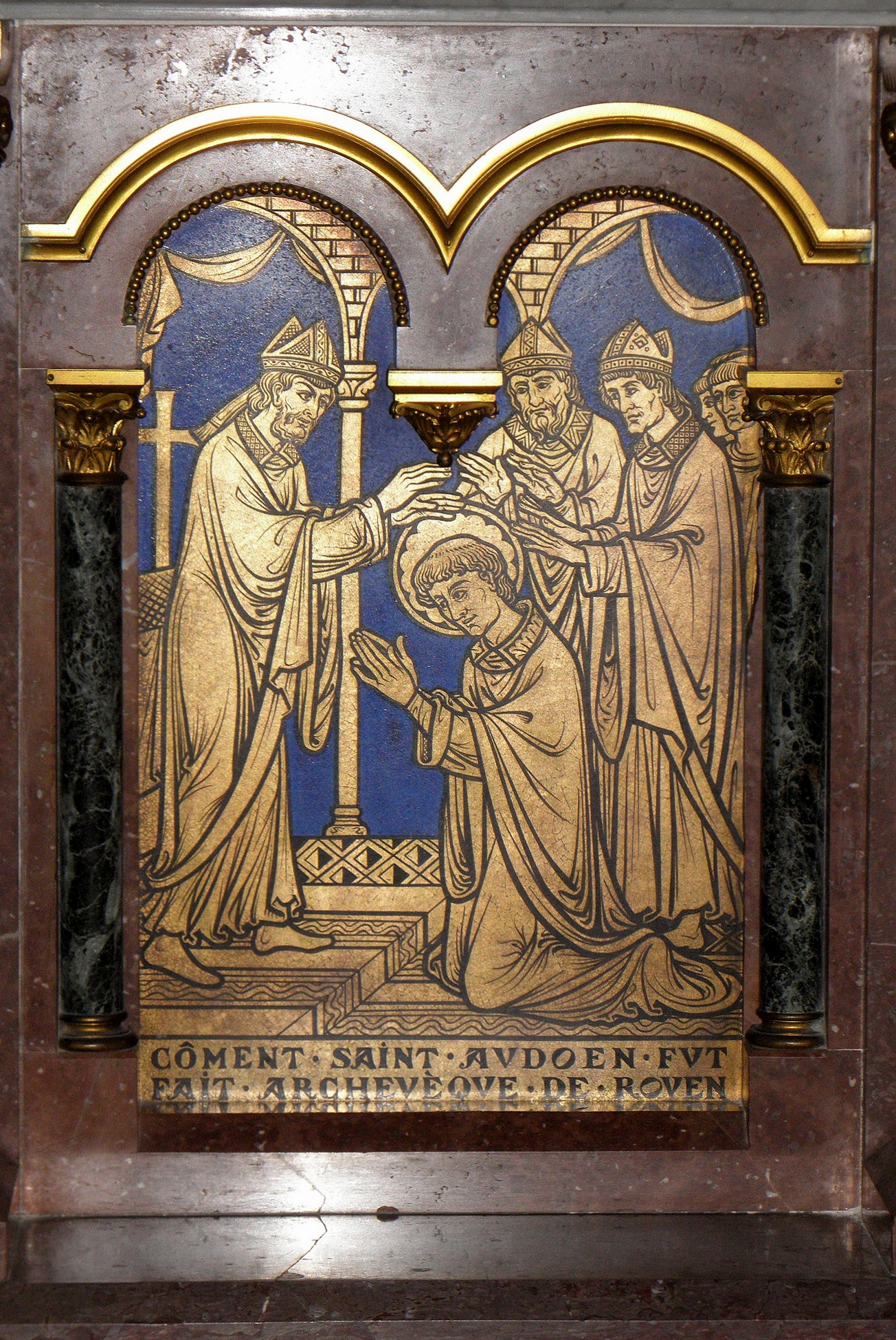
Saint-Ouen sacré archevêque de Rouen.
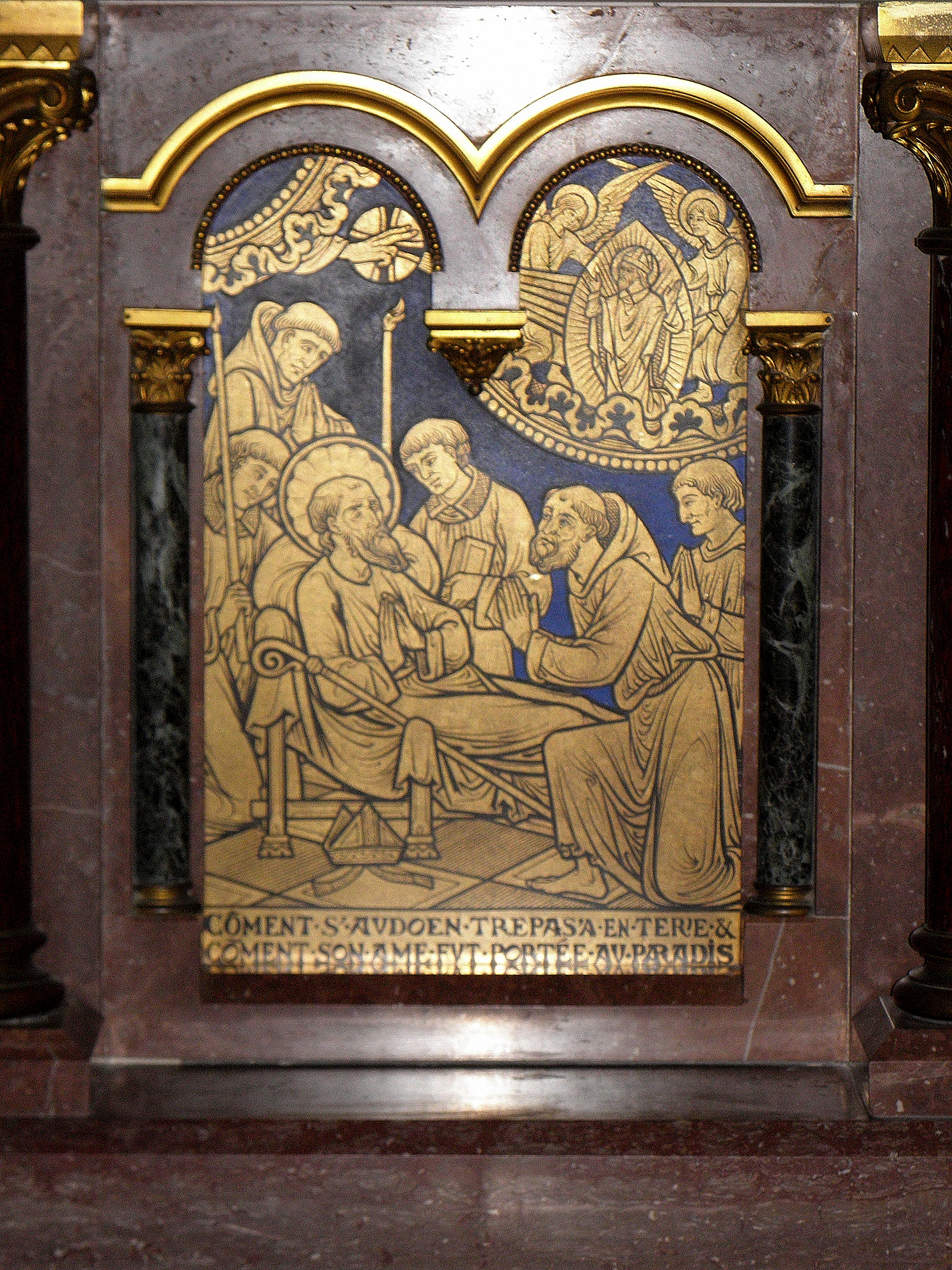
Mort de Saint-Ouen.
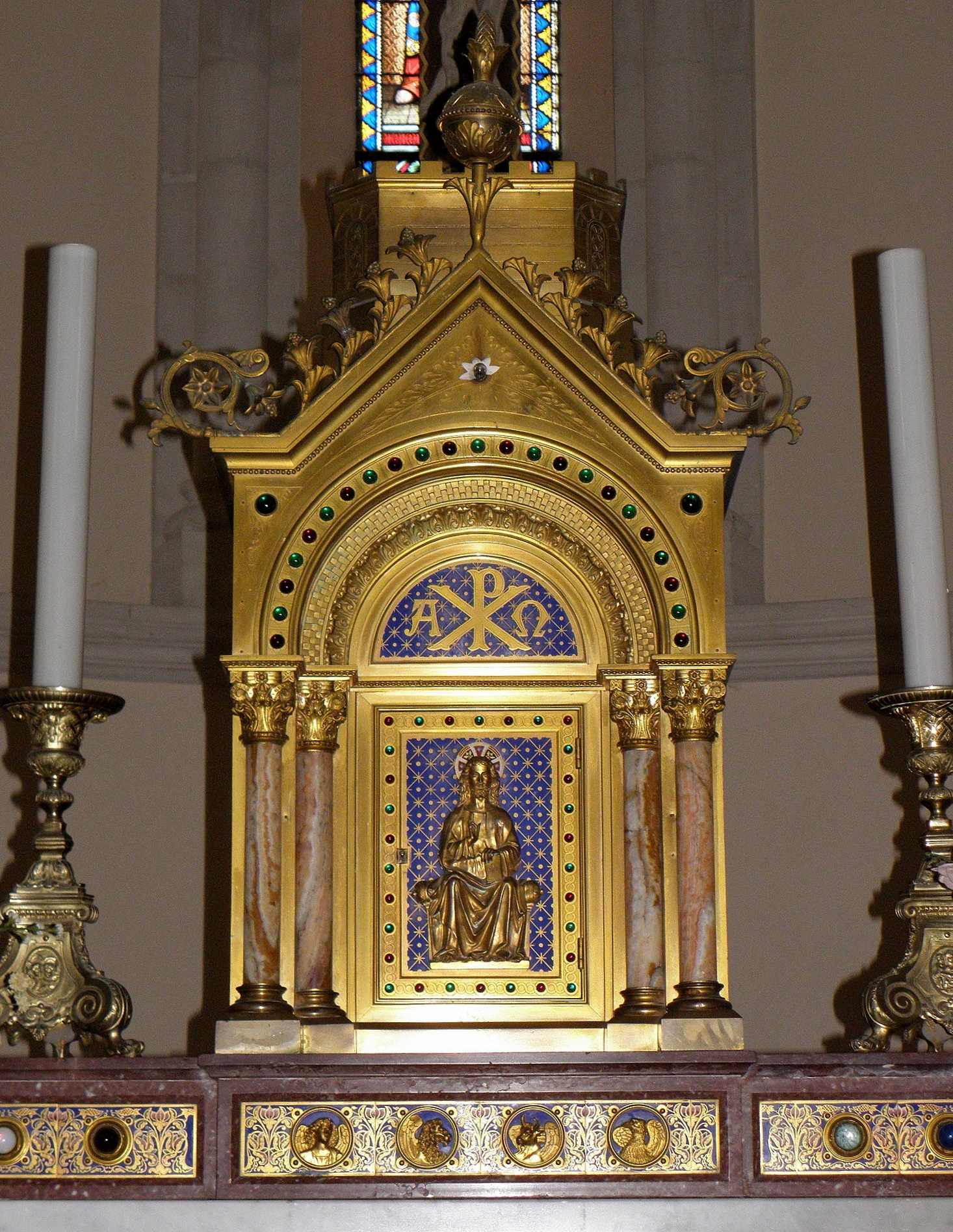
Le tabernacle et le gradin du maître autel orné du tétramorphe.

### Autres objets
- Chaire et ensemble de bancs de style art déco.
- Tableau illustrant le martyre des 14 prêtres guillotinés à Laval le 21 janvier 1794.
- Chemin de croix émaillé, œuvre de l'orfèvre et bronzier parisien Edmond Lesage (également auteur du maître-autel).

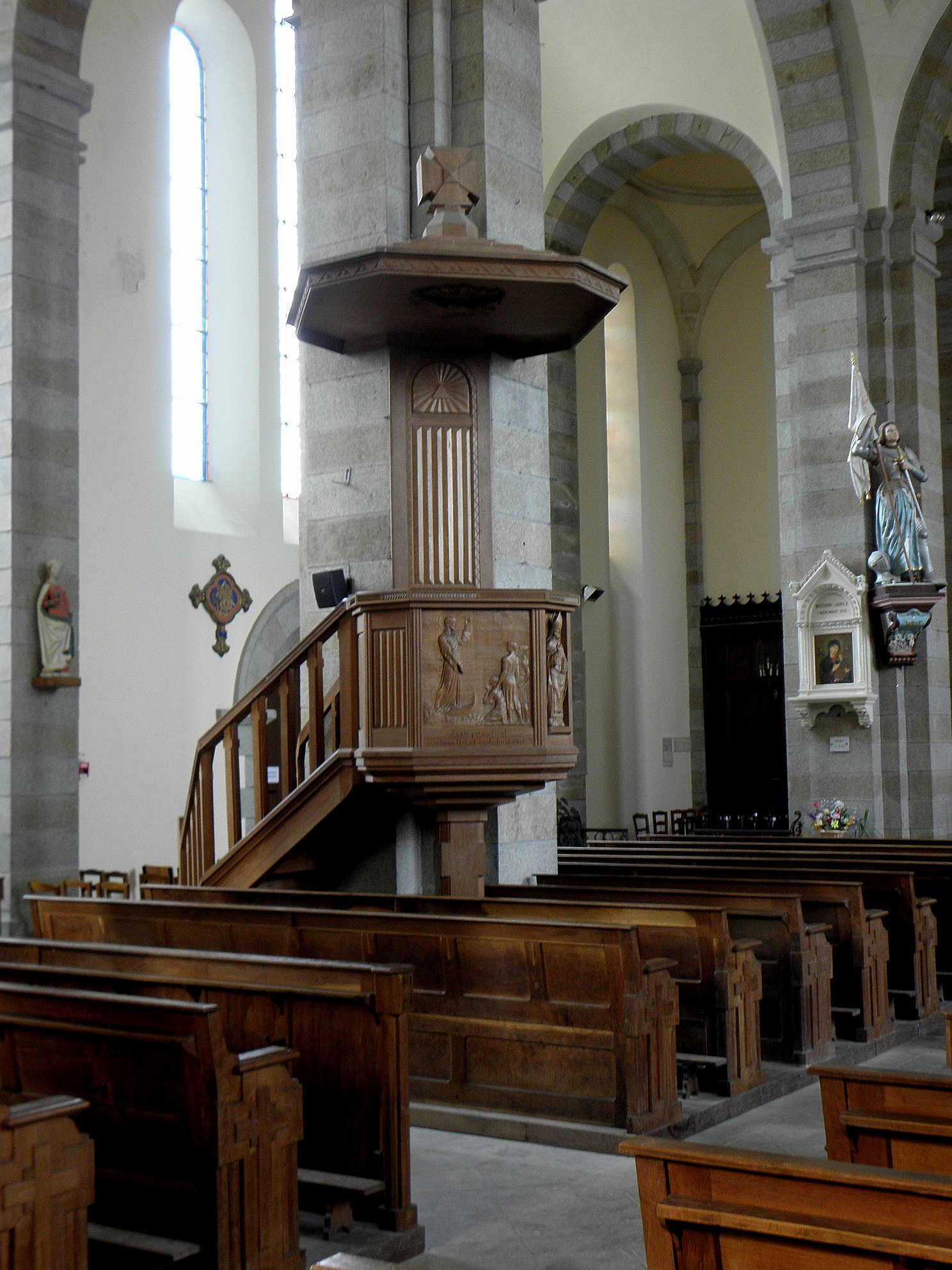
La chaire.
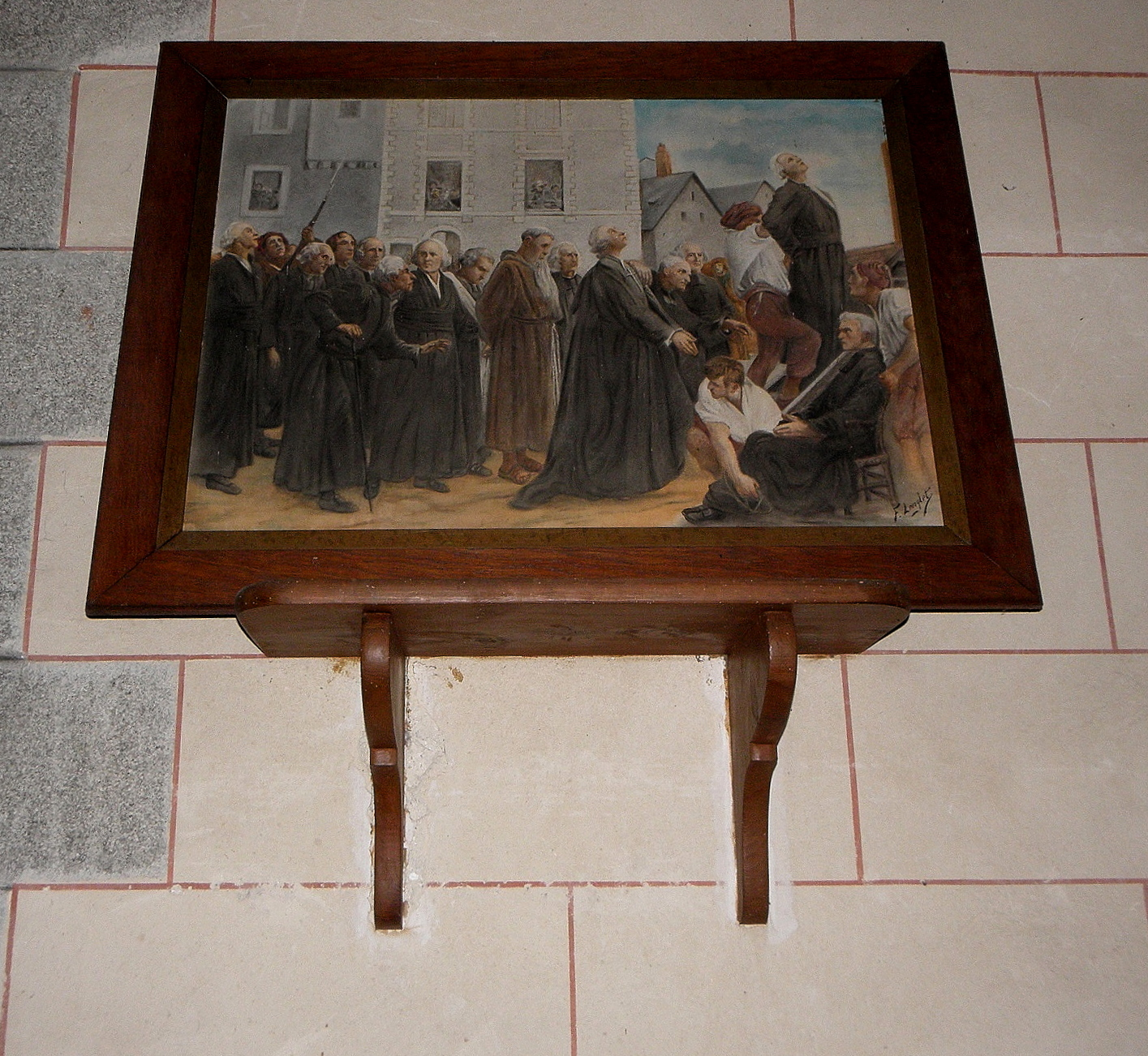
Les 14 martyrs de la révolution montant à l'échafaud.
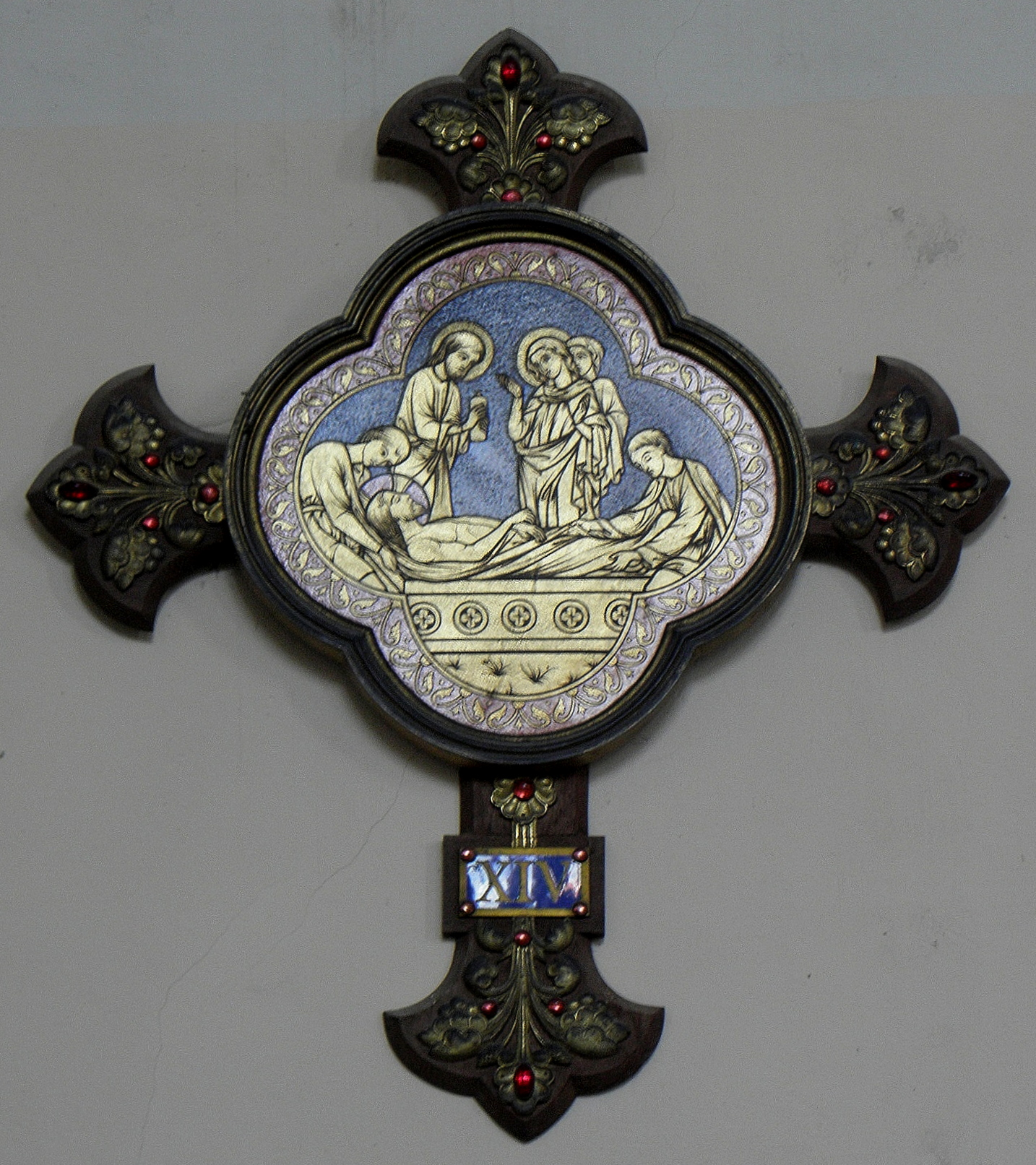
XIVe station.